# Língua rutena
O ruteno foi uma língua eslava oriental histórica, falada no Grão-Ducado da Lituânia e depois nos territórios eslavos orientais da República das Duas Nações (Comunidade polaco-lituana).
Não há uma unanimidade entre os especialistas quanto a se o ruteno foi uma língua separada ou um (ou mais de um) dialeto do eslavo oriental antigo. De todo modo, o ruteno descende diretamente do eslavo oriental antigo, a língua coloquial usada na Rússia de Quieve (do século X ao XIII). Foi o ancestral dos idiomas modernos bielorrusso e ucraniano.
Esta língua, hoje extinta, é frequentemente confundida com o russino, que designa um grupo de línguas, objeto de uma querela envolvendo nacionalistas e linguistas, sobre sua pertinência ou não à língua ucraniana. Dessa língua antiga nasceram o búlgaro e o russino moderno, daí a designação frequente do ruteno como búlgaro antigo ou russino antigo.
Historicamente os rutenos eram antigas populações eslavas ocidentais da atual Ucrânia, à qual haviam sido anexadas a Rutênia subcarpática e regiões vizinhas que adotaram o rito católico uniata (nomeadamente a Igreja Católica Bizantina Rutena), e não o rito ortodoxo. A dispersão dos rutenos por todo o Império Austro-Húngaro em razão de uma política de migrações organizadas teve como resultado a diferenciação dos dialetos falados, que se constituíram em duas línguas ausbau (de Ausbausprache, "língua por elaboração"), distintas, no século XX.
Todavia, minorias linguísticas deslocaram-se nas diferentes regiões da Europa Central (Eslováquia, Polônia), da Europa do Leste (Voivodina sérvia, Ucrânia e Rússia ocidental) para formar e manter um grupo de dialetos modernos minoritários erroneamente designados como "rutenos", já que têm muitas diferenças e evoluíram muito em relação ao ruteno original, sob influência de outras línguas. Esse grupo de línguas ou dialetos modernos (assim como formas regionais tradicionais minoritárias do ucraniano, do bielorrusso e do russo atuais) é chamado atualmente de russino e não de ruteno.

## Nomenclatura
A língua em questão é às vezes chamada de bielorrusso antigo (em bielorrusso starabiełaruskaja mova), de ucraniano antigo (em ucraniano starovkrajinska mova) e de russo ocidental (em russo zapadnorusskij jazyk). Como o ruteno sempre foi uma forma de oposição diglóssica ao eslavo eclesiástico, ele era e ainda é muitas vezes chamado prosta(ja) mova (проста(я) мова, literalmente "língua simples").
Nomes em uso contemporâneos
- Ruteno (em bielorrusso antigo: руски езыкъ) - pelos contemporâneos, mas, geralmente, não na Moscóvia contemporânea.
  - (variante) Ruteno simples ou fala simples (em bielorrusso antigo: простый руский (язык) ou простая молва) - editor Grigoriy Khodkevich (século XVI).
- Lituano (em russo: Литовский язык) - possivelmente, referência exclusiva na Moscóvia contemporânea. Também por Zizaniy (fim do século XVI), Pamva Byerynda (1653).

Nomes em uso moderno
- Ruteno (antigo) - nome moderno coletivo, englobando o bielorrusso antigo e o ucraniano antigo, usado predominantemente pelos lituanos no século XX, também em muitas pesquisas inglesas e polonesas.
- Russo ocidental (antigo), língua ou dialeto (em russo: (Древний) западнорусский язык ou (Древнее) западнорусское наречие) - principalmente pelos pelos defensores do conceito da fase proto-russa, especialmente a partir do fim do século XIX, por exemplo, por Karskiy e por Shakhmatov.
- Bielorrusso (antigo), língua - raramente em Muskovy contemporâneo. Também por Kryzhanich. A denotação bielorrusso (em russo: белорусский (язык)) referindo-se à língua do século XIX e à língua medieval tem sido usada em trabalhos dos pesquisadores russos do século XIX Fyodor Buslayev, Ogonovskiy, Zhitetskiy, Sobolevskiy, Nedeshev e Vladimirov e de nacionalistas bielorrussos, como Karskiy.
- Lituano-russo (em russo: литовско-русский) - pelos pesquisadores russos do século XIX Keppen, arcebispo Filaret, Sakharov e Karatayev.
- Lituano eslavônico (em russo: литово-славянский) - pelo pesquisador russo do século XIX Baranovskiy.[5]
- Russo-polonês ou dialeto polonês - por Shtritter, pelo pesquisador polonês Samuel Linde, pelo escritor polonês Wisniewski. Notavelmente, a definição tem sido usada até mesmo quando se faz referência à tradução da Bíblia de Skaryna.

Note-se que ISO/DIS 639-3 e SIL atualmente determinam o código rue para a língua que é documentada com o nome nativo русин (russino), que eles simplesmente chamam de ruteno (Ruthenian em inglês e ruthène em francês) em vez de "ruteno moderno": este código é agora designado para a língua russina.

### Divergência entre o ruteno literário e o russo literário
Como o Leste Europeu gradualmente se libertou da invasão mongol no século XIV, havia quatro príncipes que adotaram o título de grão-duque. Dois deles começaram a unir os territórios eslavos orientais: um em Moscou e outro em Vilnius. Estas atividades resultaram em dois estados eslavos orientais principais separados, o Grão-Ducado de Moscou, que viria a se desenvolver no Império Russo, e o Grão-Ducado da Lituânia, que englobava aproximadamente os territórios atuais de Bielorrússia, Ucrânia e Lituânia e que depois se uniu com a Polônia para formar a República das Duas Nações. Linguisticamente, ambos estados continuaram a usar as variedades regionais da língua literária da Rússia de Quieve, mas devida à imensa influência polonesa no oeste e à influência do eslavo eclesiástico no leste, eles gradualmente desenvolveram duas línguas literárias distintas: o ruteno na Lituânia e na República das Duas Nações, e o russo antigo em Moscóvia. Ambas eram habitualmente chamadas Ruskij (de Rus') ou de Slovenskij (eslavo, eslavônico); apenas quando uma diferenciação entre a língua literária de Moscóvia e a da Lituânia tornou-se necessária, a primeira foi chamada de Moskovskij (moscovita), e, raramente, a segunda de Lytvynskij (lituano).
Esta divergência linguística é confirmada pela necessidade de tradutores durante as negociações do Tratado de Pereyaslav na metade do século XVII, entre Bohdan Khmelnytsky, líder dos cossacos zaporozianos, e o Estado russo.

### Influência polonesa contínua
A partir da União de Lublin em 1659, os territórios meridionais do Grão-Ducado da Lituânia (aproximadamente a moderna Ucrânia) ficaram sob administração direta da coroa polonesa, enquanto os do norte (aproximadamente Bielorrússia e Lituânia) mantiveram alguma autonomia. Isto resultou em diferenças no que diz respeito ao status do ruteno como uma língua oficial e a intensidade da influência polonesa no ruteno. No entanto, em ambas as partes da Comunidade Polaco-Lituana  habitadas por eslavos orientais, o ruteno permaneceu como uma lingua franca, e em ambas as partes, ele foi progressivamente sendo substituído pelo polonês como língua literária, de debates religiosos e nos documentos oficiais.

### Novas línguas nacionais
Com o começo do romantismo na virada do século XIX, aparecem o bielorrusso literário e o  ucraniano literário, descendentes dos dialetos populares falados e pouco influenciados pelo ruteno literário. Enquanto isso, o russo manteve uma parte "alto vocabulário" do eslavo eclesiástico, de forma que atualmente as mais evidentes diferenças léxicas entre o russo por um lado e o bielorrusso e o ucraniano por outro são na maioria a grande quantidade de eslavismos no russo e de polonismos nos outros dois.
A divisão entre o ruteno literário e as línguas literárias sucessoras pode ser vista nas ortografias bielorrussa e ucraniana recentemente definidas.
A interrupção da tradição literária foi especialmente drástica na Bielorrússia: na República das Duas Nações o polonês substituiu amplamente o ruteno como língua de administração e literatura. O bielorrusso apenas sobreviveu como uma língua falada no campo, sem quase nenhuma tradição escrita até a metade do século XIX.
Contratando como os bielorrussos e ucranianos orientais, os ucranianos ocidentais que viviam no Império Austro-Húngaro mantiveram não apenas o nome ruteno, mas também muito mais elementos eslavos eclesiásticos e poloneses do ruteno. Por diferenciação, estes ucranianos são habitualmente chamados pela forma nativa de seu nome, rutenos.
Dessa forma, por volta de 1800, a língua rutena literária havia se desenvolvido em três línguas literárias modernas: o bielorrusso, o ucraniano e o russino (ruteno moderno).